# Knight of Knights
『Knight of Knights』は、同人ゲームサークル灯（）が2002年5月27日にフリーウェアとして公開したWindows用の3Dアクションゲーム。

## 概説
3DCGによるパソコンゲームであり、キャラクターを操作して敵と戦いながらダンジョンを進むファンタジー系のアクションゲームとなっている。1人用モードの「1P Play」以外に、2人のプレイヤーによる協力プレイモードとして「2P Play A」と、プレイヤーによる攻撃が味方にもあたる「2P Play B」の2種類が用意されている。
プレイヤーが選択できるキャラクターは7人用意されている。最初から盾を装備しているバランスのとれた能力のラピス、限られた武器しか装備できないが魔法を得意とするサフィ、動きが素早くアイテム（「薬草」や「不思議な果実」には効果が異なる複数の種類が存在し、回復アイテムのほかに毒によって体力が減少してしまうものもある）を鑑定できるエメルといったように、それぞれのキャラクターが異なった特徴を備えている。
操作キャラクターは左右の手にそれぞれ異なる武器を持つことができる。また装備品である魔導書によって魔法を使うことができるが、使用の際にはマジックポイントにあたる「マナ」を消費し、これが尽きるとキャラクターのヒットポイントが減少してしまう。武器による必殺技や魔法の攻撃は3段階に分かれており、これらを組み合わせたものが「コンボ」である。そしてその組み合わせを登録して発動できるシステムが「レジストコンボ」である。
本作は、秀逸な3Dアクションゲームを多く制作してきたとされる灯が「いままで創ったアクションゲームの集大成」として制作を始めた作品であり、当初は「よりRPGに近い形」の作品にする予定であったが、開発にかけられる時間が少なかったため現在の形になったという。

## 評価
本作はふりーむが主催したFREE GAME AWARDS 2004において入賞しており、『タダで楽しむ！最強ゲーム100』（インフォレスト）の読者アンケートでは人気ゲームの5位になっている。ベクターにおけるWindows用ソフトのダウンロード数ランキングでは、2004年は16位、2005年は21位、2006年は7位、2007年は10位、2008年は6位となっており、2009年に発表されたゲームカテゴリのダウンロード累計本数ランキングでは1位となっている。
ベクターの「新着ソフトレビュー」では、「難易度はかなり高め」であるが、特徴が異なる多様なキャラクターを選んでプレイすることができるため、「使用するキャラを変えることで、気分も新たに何度でもプレイできる、よくできたゲーム」と評価されている。
『タダで楽しむ！最強ゲーム100』では、充実した「コンボ」システムや「レジストコンボ」の斬新さのほか、レベルアップやアイテム収集などRPG的な要素についても評価されている。
『インディーズゲーム for Windows』（工学社）では、操作性が高く「ド派手なエフェクトと豊富なコンビネーションが堪能できる」アクションゲームと評価されており、また「キャラクターやモンスターのアクションも非常に滑らかで違和感を感じることはない」と評されている。
『無料ゲームの殿堂』（英知出版）においても、「コンボ」システムや多様なプレイヤーキャラクター、およびアイテム収集などのRPG的な要素が評価されている。
『無料最新Windowsゲーム200+』（笠倉出版社）では、「少々難易度が高い」ため「キャラクターの特性を活かせなければ、難しいゲームといえるだろう」と評されている。